# Den Arend
Den Arend is een korenmolen uit 1869 gelegen aan de Molenlaan in de plaats Bergambacht, in de Nederlandse provincie Zuid-Holland. De molen werd gebouwd ter vervanging van een kleine wipmolen uit 1553, waarvan het binnenwerk is hergebruikt bij de inrichting.
Tot kort voor de Tweede Wereldoorlog was Den Arend in bedrijf. In 1954 kocht de gemeente Bergambacht de molen om sloop ervan te voorkomen. Van 1955 tot 1958 werd de molen volledig gerestaureerd. In 1980 vond groot onderhoud plaats.
Van de vier koppels maalstenen zijn nog twee aanwezig. De vlucht bedraagt 21 m. De huidige eigenaar is een plaatselijk bouw- en aannemersbedrijf. De Arend is sinds juni 2007 in restauratie, waarbij het houtwerk erger bleek te zijn aangetast dan men aanvankelijk dacht. De molen was begin 2008 weer maalvaardig.
Den Arend is te bezichtigen als de molen draait.

## Afbeeldingen

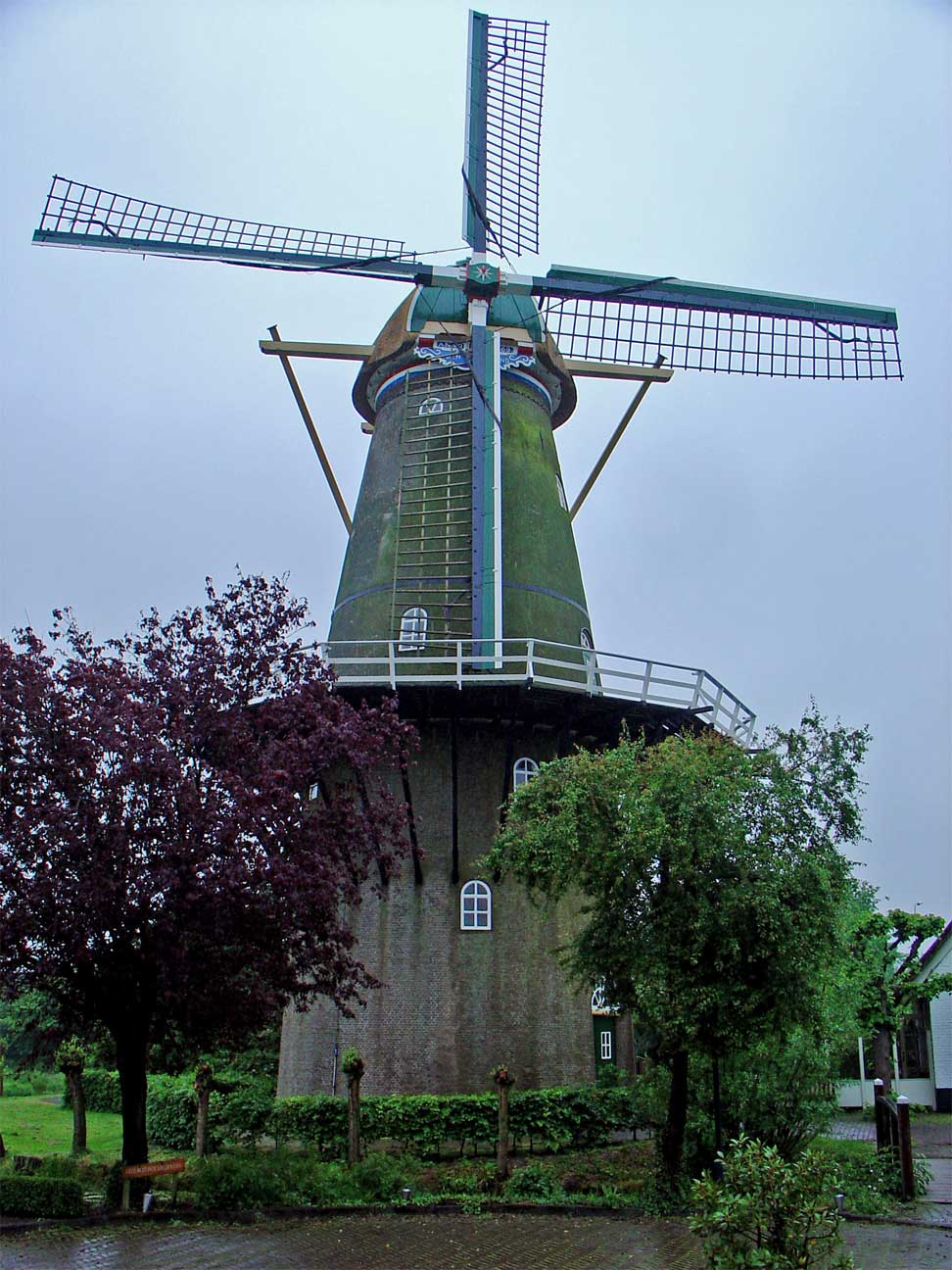
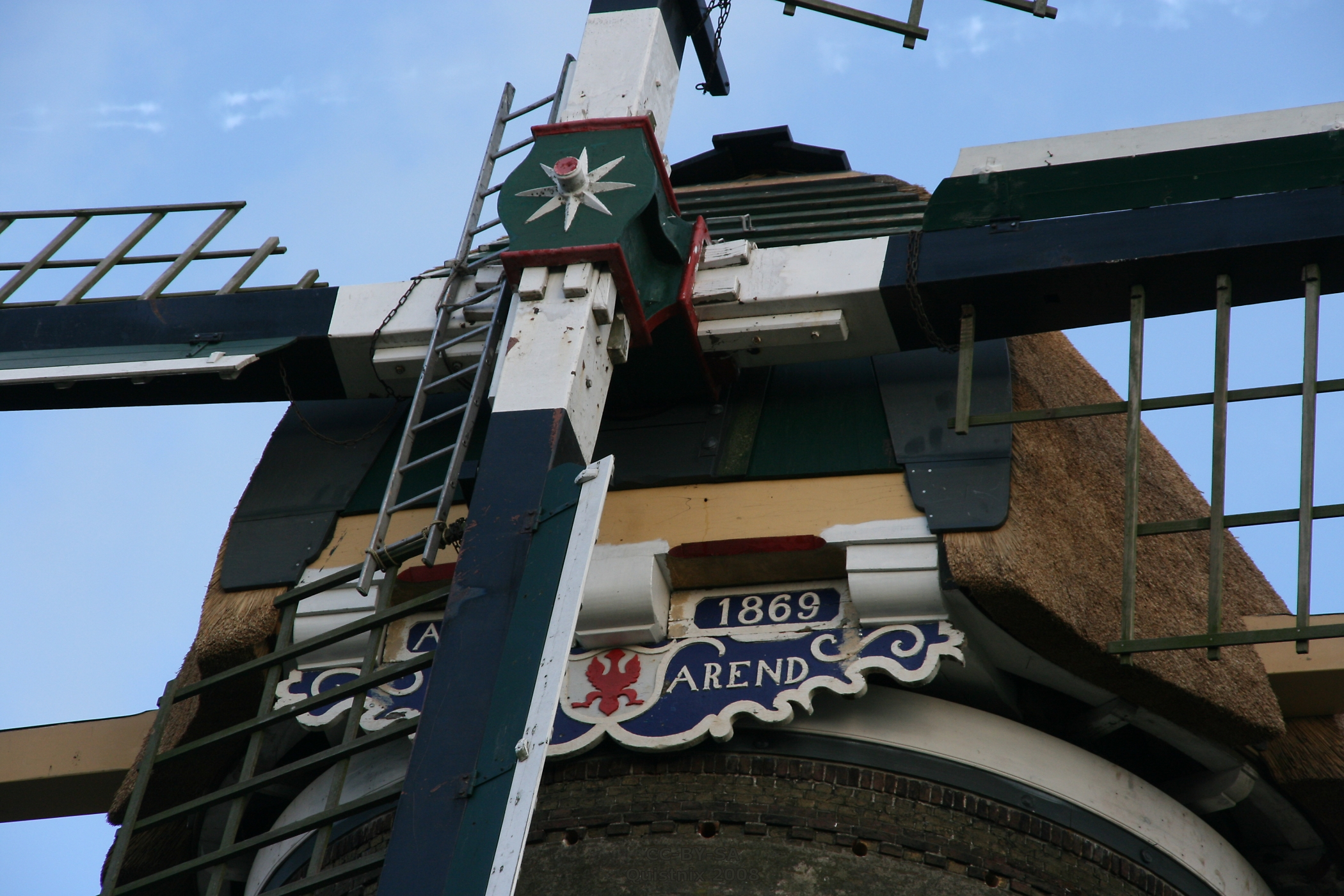
Baard. De kap was begin 2008 in restauratie, vandaar het trapje
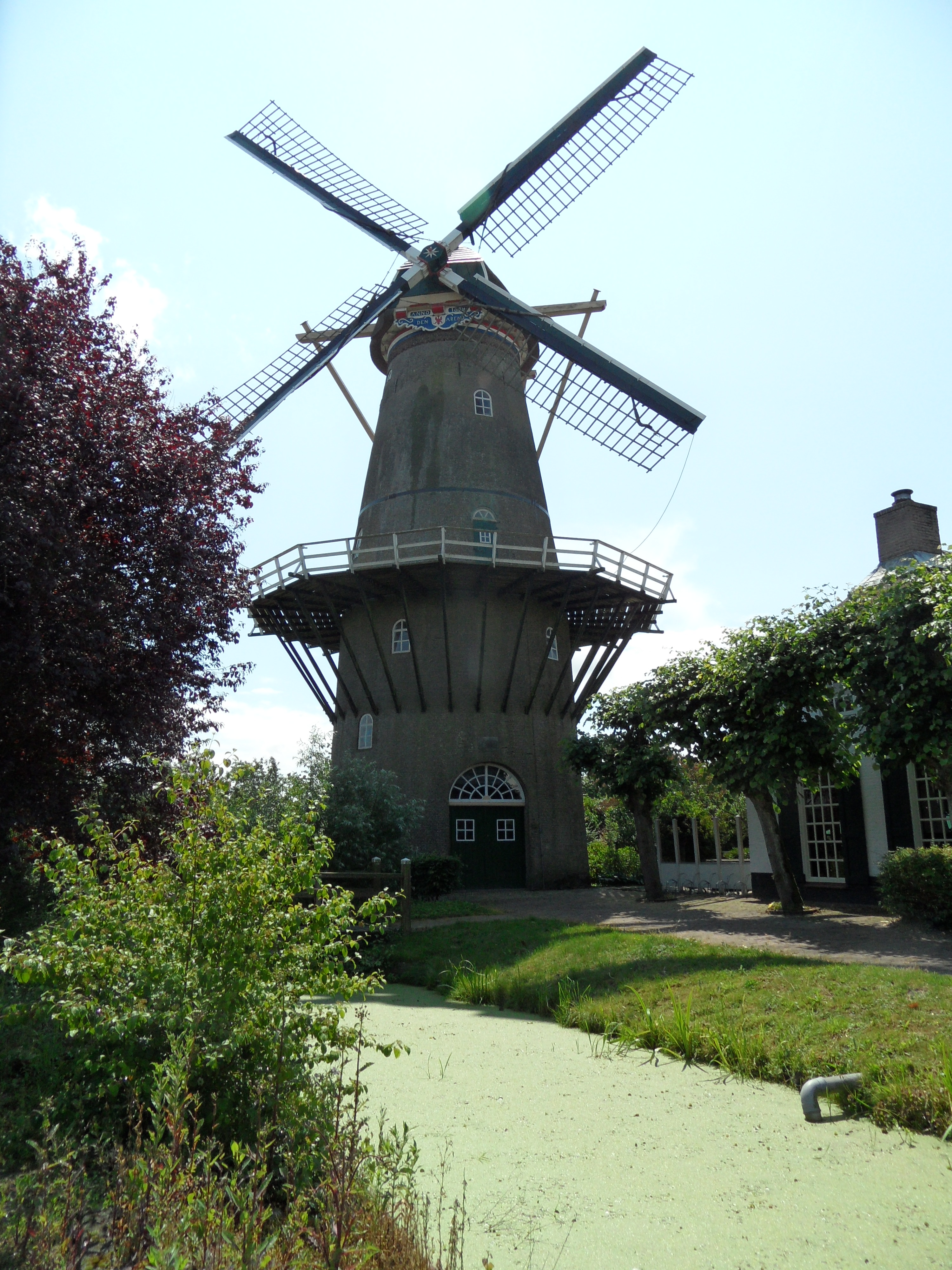
Molen Den Arend in Bergambacht in 2011.
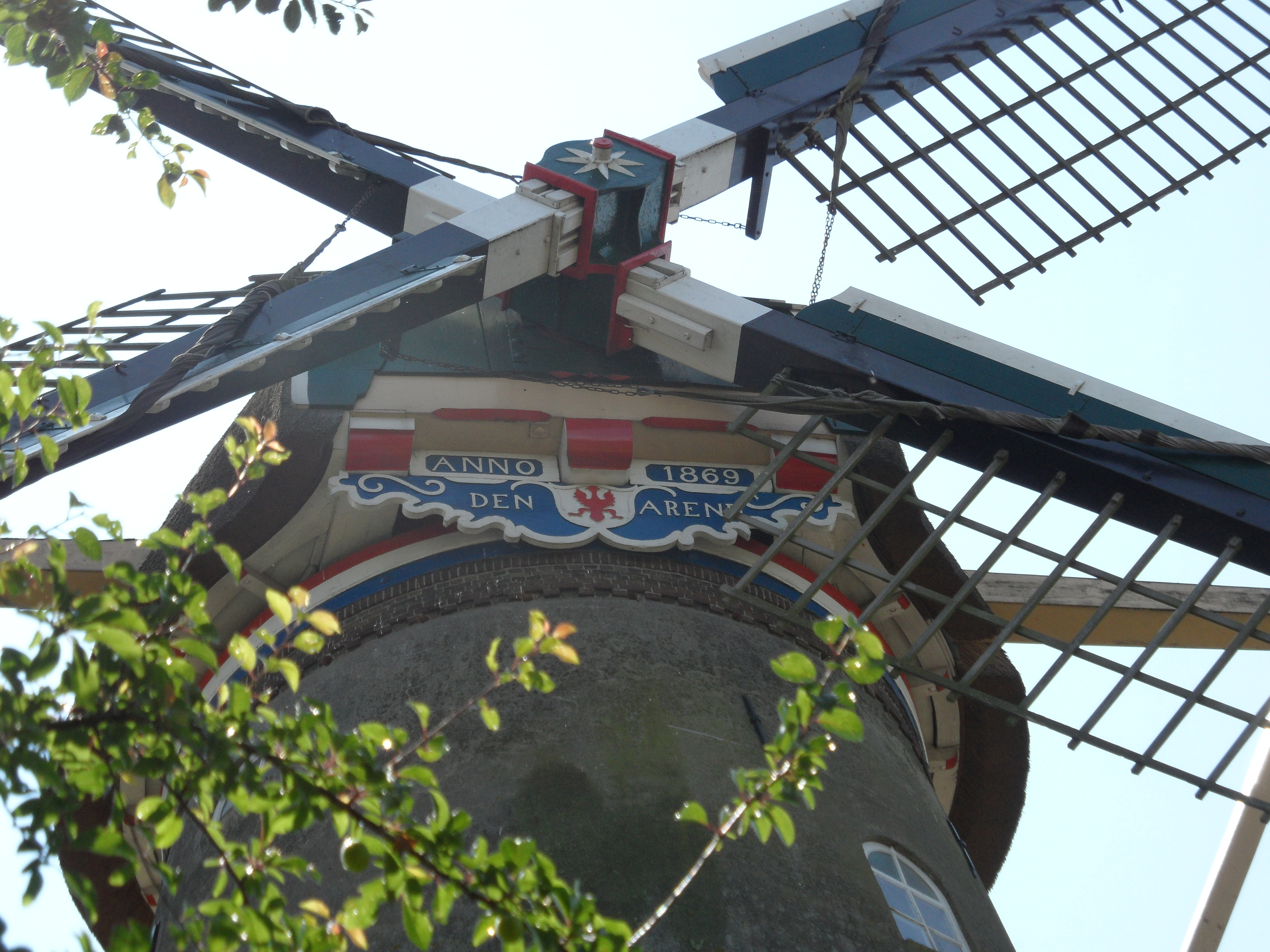
Detail van molen Den Arend in Bergambacht in 2011.